# Panaon
Panaon (Bayan ng Panaon) är en kommun i Filippinerna. Kommunen ligger på ön Mindanao, och tillhör provinsen Misamis Occidental. Folkmängden uppgår till 7 441 invånare.

## Barangayer
Panaon är indelat i 16 barangayer.
| - Baga - Bangko - Camanucan - Dela Paz - Lutao - Magsaysay - Map-an - Mohon | - Poblacion - Punta - Salimpuno - San Andres - San Juan - San Roque - Sumasap - Villalin |